# Compsodecta
Compsodecta Simon, 1903 è un genere di ragni appartenente alla famiglia Salticidae.

## Distribuzione
Le 6 specie oggi note di questo genere sono diffuse nelle Antille e in America centrale; ben 5 sono endemiche: 2 di Giamaica, 2 di Hispaniola e una di Panama.

## Tassonomia
A dicembre 2010, si compone di sei specie:
- Compsodecta defloccata (Peckham & Peckham, 1901) — Giamaica
- Compsodecta grisea (Peckham & Peckham, 1901)[2] — Giamaica
- Compsodecta haytiensis (Banks, 1903) — Hispaniola
- Compsodecta maxillosa (F. O. P.-Cambridge, 1901) — Guatemala, El Salvador, Nicaragua
- Compsodecta montana Chickering, 1946 — Panama
- Compsodecta peckhami Bryant, 1943 — Hispaniola

### Specie trasferite
- Compsodecta albopalpis (Peckham & Peckham, 1901); trasferita al genere Wallaba a seguito di uno studio di Bryant del 1950[1].